# Ziarnopłon
Ziarnopłon  (Ficaria Schaeff.) – rodzaj roślin, należący do rodziny jaskrowatych. Gatunkiem typowym jest Ficaria verna Huds.

## Morfologia
Rośliny o niektórych korzeniach bulwiasto zgrubiałych. Liście szeroko owalne z sercowatą nasadą. Kwiaty żółte z 3 działkami kielicha. Owoce – mieszki z kilem i drobnym dzióbkiem.

## Systematyka
Uwagi taksonomiczne
W systemach klasyfikacyjnych ujmujących szeroko rodzaj jaskier (Ranunculus sensu lato), ziarnopłon sprowadzany jest do rangi podrodzaju (subgenus Ficaria (Schaeffer.) Boiss.). W ostatnich latach wskazuje się jednak na celowość wyodrębniania rodzaju Ficaria, podobnie jak szeregu innych drobnych rodzajów i pozostawianie rodzaju Ranunculus w wąskim ujęciu (choć obejmującego m.in. włosieniczniki Batrachium). Cechy molekularne i morfologiczne wskazują na to, że rodzaj Ficaria jest siostrzanym dla rodzaju Coptidium, z którym tworzy klad, który oddzielił się od linii rozwojowej prowadzącej do współczesnych jaskrów, zanim oddzieliły się od tej linii kolejne klady Myosurus–Ceratocephala i Krapfia–Laccopetalum. Stwierdzono, że genom jądrowy i plastydowy roślin z kladu Ranunculus sensu stricto zawiera około 160 podstawień genów w stosunku do genomu roślin z kladu Ficaria–Coptidium. 
Synonimy taksonomiczne
Ficaria Guettard 
Pozycja według APweb (aktualizowany system APG IV z 2016)
Jeden z drobnych rodzajów z plemienia Ranunculeae z podrodziny Ranunculoideae Arnott, rodziny jaskrowatych (Ranunculaceae) z rzędu jaskrowców (Ranunculales), należących do kladu dwuliściennych właściwych (eudicots). 
Pozycja w systemie Reveala (1993-1999)
Gromada: okrytonasienne (Magnoliophyta Cronquist), podgromada Magnoliophytina Frohne & U. Jensen ex Reveal, klasa Ranunculopsida Brongn., podklasa jaskrowe (Ranunculidae Takht. ex Reveal), nadrząd Ranunculanae Takht. ex Reveal), rząd jaskrowce (Ranunculales Dumort.), podrząd Ranunculineae Bessey in C.K. Adams, rodzina jaskrowate (Ranunculaceae Juss.), podplemię Ficariinae A. Gray, rodzaj ziarnopłon (Ficaria Schaef.).
Gatunki flory Polski
- ziarnopłon wiosenny, jaskier wiosenny (Ficaria verna Huds.)

Według Krytycznej listy roślin naczyniowych Polski we florze obecny jest jeszcze drugi gatunek – ziarnopłon kusy Ficaria nudicaulis A. Kern. We współczesnych opracowaniach i bazach taksonomicznych takson ten uznawany jest jednak za podgatunek – F. verna subsp. calthifolia (Rchb.) Nyman.
Pozostałe gatunki
- Ficaria fascicularis K.Koch
- Ficaria ficarioides (Bory & Chaub.) Halácsy
- Ficaria popovii A.P. Khokhr.